# 20613 Chibaken
20613 Chibaken este un asteroid din centura principală de asteroizi.

## Descriere
20613 Chibaken este un asteroid din centura principală de asteroizi. A fost descoperit pe 11 septembrie 1999 la Stația Anderson Mesa în cadrul programului LONEOS. Asteroidul prezintă o orbită caracterizată de o semiaxă mare de 3,05 ua, o excentricitate de 0,11 și o înclinație de 12,4° în raport cu ecliptica.